# Балдинюк Олександр Васильович
Олександр Васильович Балдинюк (*18 червня 1970, м. Біла Церква, Київська область, УРСР) — український дипломат і громадський діяч.

## Біографія
Народився 18 червня 1970 року в місті Біла Церква на Київщині. Закінчив Київський державний університет ім.Т.Шевченка. Захистив кандидатську дисертацію на тему: Гуманітарна діяльність ООН у контексті врегулювання збройних конфліктів (1990-2000 рр.). Кандидат політичних наук (2000).
З 2003 по 2005 - тимчасово повірений у справах України в Киргизстані.
З 2005 по 2010 - завідувач відділу моніторингу департаменту інформаційно-аналітичної роботи Головної інформаційної служби Секретаріату Президента України.
З серпня 2010 до травня 2011 - заступник Президента галузевого об'єднання виробників кондитерських виробів України - Асоціації "Укркондпром".
У червні 2011 - обраний Президентом Асоціації "Укркондпром".